# Bors (televíziós sorozat)
A Bors 1969 és 1972 között sugárzott, 15 részes, magyar, fekete-fehér televíziós filmsorozat. Ez volt a Magyar Televízió harmadik nagyobb vállalkozása a Tenkes kapitánya és a Princ, a katona után. A sorozat főrendezője Herskó János volt, de a rendezésben többen részt vállaltak, köztük volt Simó Sándor, Sándor Pál, Szabó István, Markos Miklós, Palásthy György, Fazekas Lajos. Műfaját tekintve kalandfilmsorozat. A tévéfilmsorozat gyártói a Mafilm és a Magyar Televízió, a forgalmazói a Magyar Televízió és az Europa Records.
A film főcímzenéje – több más sikeres filmsorozathoz hasonlóan – Vujicsics Tihamér szerzeménye. A címszereplőt, Bors Mátét Sztankay István alakította. A sorozat kisebb, sokszor csak néhány mondatos szerepeit is élvonalbeli művészek alakították.

## Történet
A történet az első világháború után játszódik, egy csoport, orosz hadifogolytáborból szökött magyar katona kalandjairól szól a forradalmakat élő, részben megszállt Magyarországon.
A főcím tanúsága szerint a sorozatot eredetileg ötrészesre tervezték. Ezzel függhet össze, hogy az első öt rész cselekménye lényegében folyamatos, a magyar köztársaság-tanácsköztársaság idejében játszódik. Ezzel szemben a további tíz résznél – a cselekmény szerint – az egyes részek között több év is eltelik. A 6. rész 1930-ban játszódik, míg az utolsó, 15. rész a második világháború vége felé.
A címszereplő az első részben egy minden hájjal megkent, de egyébként átlagos hadifogoly, Bors Máté (Sztankay István), akinek nincs más célja, mint hazajutni. A 4. résztől már meggyőződéses kommunista forradalmárként, majd katonai parancsnokként jelenik meg.
Állandó társa Dániel Ede (Antal Imre) görög–latin szakos tanár, aki gyakran tolmácsként is működik, mivel a latin mellett oroszul, németül és franciául is folyékonyan beszél. 
A sorozat sajátossága, hogy az idegen nyelvű beszélők szövegét nem szinkronozzák és nem is feliratozzák, azok jelentését Dániel Ede fordítja le, többnyire Bors Máté kérésére.
A 3. részben bukkan fel Ormándy és Zentai, azaz Oszi és Dezső. Ők ketten szintén állandó szereplők, a 4. és 9. részt kivéve mindig megjelennek. Mindig a főhőst és társait igyekeznek elkapni, de hiába: a legtöbb rész úgy végződik, hogy Bors és társai elmenekülnek, Oszi és Dezső pedig hoppon marad. Az utolsó rész végén szemtől szemben harcolva mindkettőjüket lelövik.
A sorozat záró jelenetében megemlíti Dániel Edének, hogy csak ketten maradtak és Bors Máté megemlékezik az elhunyt kommunistákról.

## Főszereplők
- Sztankay István (Bors Máté, a sorozat főszereplője, eredetileg mozdonyvezető)
- Antal Imre (Dániel Ede, nagy műveltségű, több nyelvet folyékonyan beszélő, görög-latin szakos tanárember)
- Bujtor István (Zentay Dezső, csendőrtiszt, Bors okosabbik ellenfele)
- Koncz Gábor (Ormándy Oszkár, csendőrtiszt, Bors harciasabb ellenfele)

## Fontosabb visszatérő szereplők
- Gobbi Hilda (Piri néni, a kommunista mozgalom egyik tagja)
- Almási Éva (Bodó Ilona (Parázs, Bors szerelme)
- Tyll Attila (báró Rhédey Gusztáv, az Elhárítás lómániás vezetője)
- Tordy Géza (Parádi Gusztáv, a magyar légierő főhadnagya)
- Szilágyi István (Sípos úr, Bors elvtársa, zsoké)
- Madaras József (Vincze Jóska, Bors elvtársa)
- Gyulai Károly (Lukács Ödön, Bors elvtársa)
- Szegedi Erika (Zita bárónő)
- Velenczey István (bankár, Zita férje)
- Rajz János (Sandri bácsi, öreg hadifogoly)
- Szirtes Ádám (Székely, Bors felső kapcsolata)
- Juhász Jácint (Juhász Ferenc, Bors elvtársa)

## Epizódszereplők

Dezső (Bujtor István) és Oszi (Koncz Gábor): „Most megcsípjük Oszi...”

A felsoroltakon kívül az egyes epizódokban még számos ismert művész is feltűnik, hosszabb, vagy akár csak néhány mondatos szerepben. Alfonzó szerepe például egy mindössze két szavas mondat az „Ujjé a ligetben” epizód egyik humoros jelenetében: („Pont most?”)
- Zenthe Ferenc (Ernőfy százados, a titkos hadiüzem parancsnoka)
- Kern András (Surányi, Bors fiatal elvtársa)
- Iglódi István (Takács Ágoston, politikai tiszt)
- Garas Dezső (De Maulle, francia katonatiszt)
- Csurka László (orosz tolmács)
- Bánffy György (Lackó)
- Tomanek Nándor (hipochonder táborparancsnok)
- Kaló Flórián (német rendőrfőnök)
- Kautzky József (Tistóczy, a telefonközpontot elfoglaló lázadók parancsnoka)
- Bilicsi Tivadar (borszerető vidéki báró)
- Szendrő József (márianosztrai plébános)
- Molnár Tibor (a Tanácsköztársaság tisztje)
- Keleti László (panziótulajdonos)
- Ernyey Béla (spanyol falangista katonatiszt)
- Halász László (SA megbízott)
- Petrik József (spanyolul tudó magyar vámtiszt)
- Csákányi László (bécsi rendőrnyomozó)
- Benkő Gyula (Egerszegi méltóságos úr, az elhárítás új vezetője)
- Horváth Gyula (újságíró Bécsben)
- Alfonzó (az illemhely vendége a Városligetben)
- Körmendi János (egyik jelentkező a medveidomári állásra, másik epizódban államdetektív)
- Bánhidi László (Csapó őrmester, vöröskatona a demarkációs vonalnál)
- Schubert Éva (márianosztrai apáca)
- Basilides Zoltán (Hanák, rendőrségi verőember)
- Ferencz László (kozák tábornok)
- Farkas Antal (kövér orosz tábornok)
- Láng József (taxisofőr)
- Mezey Mária (Zita nagynénje a demarkációs vonalon lévő kúriában)
- Dégi István (orosz anarchista generális)
- Fonyó József (Bors katonatársa a fogságban)
- Siménfalvy Sándor (öreg vasutas az Angol Park mögött)
- Inke László (szovjet tiszt)
- Cs. Németh Lajos (szovjet pilóta)
- Schütz Ila (a nagynéni szobalánya az 5. részben, Ernőfy százados szeretője a 14. részben)
- Balázs Péter (Barta Sándor csendőrhadnagy a Zemplénben)
- Levente Péter (Barta mellé beosztott fényképész csendőrőrmester)
- Pálos Zsuzsa (Vera, fiatal orosz rádiós lány)
- Pándy Lajos (a miniszterelnöki hivatal libériás ajtónállója)
- Buss Gyula (a szobákat és ételjegyeket osztó pap a 34. Eucharisztikus világkongresszuson)
- Deák B. Ferenc (ludovikás katona a 4. részben, recepciós pap a 34. Eucharisztikus világkongresszuson)
- Raksányi Gellért – a német parancsnok a tábori mozi előadáson az utolsó részben
- Bárány Frigyes – az elfoglalt kisváros papja az utolsó részben
- Tompa Sándor – állomásfőnök a második részben
- Harsányi Gábor – Bírósági őr a tárgyaláson az ötödik részben
- Harkányi Endre – távírász a második részben

## Az epizódok címei, rendezői és rövid történetük

### 1. évad (1969)
| Sor. | Év. | Cím                      | Rendező         | Premier           |
| --- | --- | ------------------------ | --------------- | ----------------- |
| 1. | 1.  | Szervezzünk anarchiát!   | Herskó János    | 1969. január 19.  |
| A csapat cirkuszi társulatnak öltözve cirkuszi előadást tart, majd a közben beindított pirotechnikai eszköz által keltett zajokkal elfedik egy csapat fogoly kiszabadítását. Közben átveszik a cirkuszt szállító vonat irányítását. (Érdekesség, hogy az ösküi kerektemplom – valós helyszínétől értelemszerűen távol – egy, az anarchisták által improvizált börtön szerepét játszotta az epizódban.) |     |                          |                 |                   |
| 2. | 2.  | Szent Dimitrij éjszakája | Markos Miklós   | 1969. január 26.  |
| A magyar csapatot ki akarja végeztetni az orosz „fehérek” tábornoka, mondván, hogy bolsevikokról van szó. Ettől átmenetileg az menti meg őket, hogy Ede tanár úr franciául beszél az egyik tiszttel (az pedig nem valószínű, hogy egy orosz bolsevik franciául tudna). Szabadító levelet is kapnának, de ennek feltétele, hogy a már elfogott bolsevikokat reggel nekik kell kivégezniük. Kis gondolkodás után Bors vállalja a végrehajtást a csapat nevében. Azonban elfogják és megkötözik a „fehérek” tábornokát, akitől már éjszaka menlevelet kapnak, így a bolsevikok kiszabadítására is sikerül. Egy másik mozdonnyal haladnak tovább Magyarország felé, miután heves tűzharcba keverednek, amiben Sandri bácsi találatot kap és meghal. |     |                          |                 |                   |
| 3. | 3.  | Vesztegzár a határon     | Szabó István    | 1969. február 2.  |
| A katonák ezúttal vagonokba zárva, de megérkeznek Magyarország területére. Azonban a keleti határhoz közeli, helyi magyar katonai fogolytábor parancsnoka vesztegzárat rendelt el, ezért őket is a táborba szállítják, nem utazhatnak tovább. Ugyanebbe a táborba érkezik Zentay Dezső, csendőr őrnagy és Ormándy Oszkár csendőrtiszt, mert a belügyminiszter tudomása szerint sok bolsevik-szimpatizáns magyar katona szivárog be az országba, keleti irányból. Az ő feladatuk ezen felbujtók megtalálása és elkülönítése. Mivel a tábor katonai parancsnoka hipochondernek bizonyul, és az istentisztelet alatt a tábori orvos eltüsszenti magát (ennek előidézése Dániel Ede ötlete, és Bors Máté keze is benne van), ezért a parancsnok az orvost leváltja és elkülönítőbe küldi. Mivel emiatt orvosra van szüksége, Bors vállalkozik rá, hogy eljátssza az orvos szerepét. Megvizsgálja a parancsnokot és gyógyteát ír fel neki, amit fenyőtűből kell főzni. Ugyanakkor Bors további dohánypor alkalmazásával (ami tüsszentésre ingerli a gyanútlan áldozatot), azt a látszatot kelti, hogy a többi katona és az őrség is fertőző beteg, akiket fertőtlenítőbe küld, ahol azonban a többiek leütik és megkötözik őket. Így a fegyveres őrség lassan elfogy a táborból. Zentaynak gyanús a létszám rohamos csökkenése, ezért egy kis csellel ők is szereznek fehér fertőtlenítő ruhát, amihez csuklya is tartozik, így a benne lévő személyt nem lehet felismerni. Megszerzik az őrtornyok felett az irányítást Ormándyval, azonban az ott lévő gépfegyverekből Bors már korábban kiszedette a závárzatot, így a fegyverekkel Zentayék nem tudnak lőni. Váratlanul érkezik a hír telefonon, hogy győzött a forradalom és a Magyarországi Tanácsköztársaság vette át az ország irányítását. |     |                          |                 |                   |
| 4. | 4.  | Halló!…központ           | Palásthy György | 1969. február 9.  |
| Az epizód a Tanácsköztársaság idején játszódik. Bors ekkor már vörös „komisszár”, azaz parancsnok. Felsőbb utasítás és engedély nélküli támadás (és Losonc városának elfoglalása) miatt hadbíróságra küldik Pestre, a Martinovics laktanyába. A vonattal való útra Sípos úr és Lukács Ödön, Bors alárendeltjei kísérik. Bors vendégül látja őket egy szabad téri fagylaltozásra és moziba is elmennek. A politikai híradó alatt ágyúlövések hallatszanak, a nézők az utcára tódulnak a Petőfi moziból, hogy lássák, mi történt. Ekkor tör ki a monitorlázadás és a ludovikások ellen-lázadása, akik hadihajókról ágyúkkal lőnek. Az ellenforradalmárok elfoglalják a telefonközpontot, lehetetlenné téve, hogy kormánycsapatokat és hajókat hívjanak Gödöllőről az ellenforradalom leverésére. Bors vállalja, hogy visszaállítja a telefonvonalat a Martinovics laktanya és Gödöllő között, amire 1 óra türelmet kér, mivel a parancsnok már kivezényelt egy osztagot gépfegyverekkel és aknavetővel, hogy foglalják vissza a telefonközpontot. Bors rámutat, hogy jobb lenne az épületet és a benne lévő berendezést sértetlenül visszaszerezni, hogy használható állapotban maradjon. Bors egyik korábbi csapattársa, Takács garanciájával megkapja az engedélyt az 1 órás akcióra. A felkelők kezén lévő telefonközpontban elhiteti, hogy ő a felkelők által várt felvidéki futár, eközben megismerkedik a későbbi epizódokban még visszatérő Zita bárónővel, aki szintén futárfeladatot lát el. Majd két katonatársával együtt megszökik az őket szállító személygépkocsiból. Amikor az épület elleni támadás megkezdődik, Bors tűzszünetet kér és parlamenterként jut be az épületbe, ahol továbbra is fenntartja az álcáját, hogy ő az ellenforradalmárok, és a „kegyelmes úr” futárja. Bejut a telefonközpont kapcsolótermébe, ahová a helyi gyanakvó parancsnok kíséri és minden lépését figyeli. Bors, azzal az ürüggyel, hogy a kegyelmes úrral bizalmasan kell beszélnie, kiküldi a tisztet, majd megpróbál kapcsolatot teremteni a Martinovics laktanyával, azonban a tiszt hallgatózik, Bors lebukik, és bezárják a pincébe, ahová korábban a telefonos kisasszonyokat és a telefonközpont főnökét zárták. Bors hamar megtudja a főnök közlése alapján, hogy a kábeleknek épített csatornában egy ember kényelmesen elfér, hiszen a szerelők is abban szoktak közlekedni. Oda bebújva kijut az épületből, és annak a gimnáziumnak az udvarán találja magát, ahol Dániel Ede görög-latin szakos tanár éppen értekezletet tart a többi tanárnak az erőszak elkerüléséről. Bors újból bejut a telefonközpont kapcsolótermébe, ezúttal az álpadló alatti járatokon. A kapcsolóteremben csak egy postáskisasszony maradt, akitől Bors azt kéri, hogy szüksége lenne telefonkapcsolatra Gödöllő és a Martinovics laktanya között. A kapcsolat létrejön, a parancsnok tud beszélni Gödöllővel. A ludovikások kiterelik a pincébe zárt postáskisasszonyokat és a főnöküket, majd túszként felállítják őket az épület homlokzatának ablakaiba. Bors ezt követően azt kéri a postáskisasszonytól, hogy ha a főhadnagy a „273”-as szám kapcsolását kéri (ami a kegyelmes úr száma), akkor azt kapcsolja a szomszédos irodába, ahova ő elbújik, és a kegyelmes segédtisztjeként mutatkozik be. Azt az utasítást adja Tisztóczi főhadnagynak, hogy az épületet „átmenetileg” fel kell adni, neki és a katonáinak a kábelcsatornán keresztül feltűnés nélkül távozniuk kell. A főhadnagy végrehajtja a parancsot, és az embereivel együtt azon az aknanyíláson keresztül bukkannak fel, ahol korábban Bors, azaz az iskola udvarán. Bors korábban egyeztetett Dániel Edével, hogy a felbukkanó katonákról csendben „gondoskodjanak”. Ami azt jelenti, hogy Lukács Ödön fejbeüti őket egy pisztollyal, a tanárok pedig megkötözik őket. Ede számon tartja a létszámot. Csak az utoljára érkező főhadnagy fog gyanút, amikor Lukács automatikusan leüti a postafőnököt. Tisztóczi főhadnagy elmenekül, Bors üldözi, tűzharcba keverednek, végül egy zsákutcában Tisztóczi felismeri, hogy onnan nincs tovább, és az utolsó töltényével főbe lövi magát. Bors gyakorlatilag erőszak és vér nélkül visszaszerezte a telefonközpontot, és ezzel megmentette a Tanácsköztársaságot. |     |                          |                 |                   |
| 5. | 5.  | A futár                  | Simó Sándor     | 1969. február 16. |
| Máté csak nem ússza meg a hadbírósági tárgyalást. Mivel többen is védelmére kelnek, a tárgyalását elnapolják, addig visszaküldik a Martinovics laktanyába. Zita bárónő, aki még mindig azt hiszi, hogy ő a fehérek futára, a laktanyába vezető úton elraboltatja, majd egy villában bemutatja nagybátyjának, Rhédey bárónak. Bors pillanatok alatt beilleszkedik az úri társaságba és elnyeri azok bizalmát néhány katonai információval, amit nem sokkal később megerősítenek. Közli, az a feladata, hogy a déli demarkációs vonalnál találkozzon a szegedi kormány megbízottaival, mivel híreket akar tőlük szerezni. Dánielék közben rájuk találnak, ekkor két napot kér, hogy mindent megtudjon. Dániel maga sem tudja, hihet-e neki, de két napra elengedi. Máté és Zita bárónő apácaruhában érik el a demarkációs vonalon lévő kisközséget, majd a túloldalán lévő kúriát, ahol Zita nagynénje lakik. A ház vendége De Maulle francia százados, aki franciás udvariassággal ugyan, de Borsot a pincébe záratja a demarkációs vonal tiltott átlépéséért. Hamarosan megérkeznek a szegediek titkos emberei, azokat a szomszéd pincébe záratja ugyanezért. Bors egy buzogánnyal áttöri a két pincerekesz közötti falat, ám kiderül, a szegediek két embere a szerzetesi ruhába öltözött Oszi és Dezső, akik még a járványkarantén idejéből ismerik Mátét. Mikor pótolni akarják Máté múltkor elmaradt megverését, a zajokra bemegy hozzájuk az őrség és De Maulle. Oszi elköveti a hibát, hogy felpofozza a fölényeskedő francia tisztet, ezért mindhármukat másnap reggel nyolckor ki akarják végezni. Nyolc előtt pár perccel ott állnak mindhárman a kivégzőosztag előtt, Osziék viszont tudják, hogy a szegediek pontosan nyolckor rajtaütnek a birtokon, ezért húzni kezdik az időt. Pillanatokkal a tűzparancs előtt meg is érkeznek, így Oszit, Dezsőt és Mátét is a darutollasok mentik meg a kivégzés elől, de ők meg Máté két elfogott társát és De Maulle-t akarják kivégezni, majd újabb helycsere során Máté kerül De Maulle helyére. Az utolsó pillanatban megérkező vöröskatonák mentik meg mindhármukat, Oszi és Dezső elmenekülnek. Máté megszerzi Zita bárónőtől a fehérek felvonulási tervét, amit Zitának Rhédey báróhoz kellett volna visszajuttatnia. |     |                          |                 |                   |

### 2. évad (1971)
| Sor. | Év. | Cím                | Rendező         | Premier           |
| --- | --- | ------------------ | --------------- | ----------------- |
| 6. | 1.  | A zsokékirály      | Markos Miklós   | 1971. március 3.  |
| 1930 ősze, a gazdasági válság, a munkanélküliség hatására hatalmas tüntetést tartanak Pesten. A tüntetést a rendőrség szétveri, majd nekiállnak felszámolni a kommunista mozgalmat. Egy áruló miatt szinte a teljes vezetőség lebukik. Fel kell venni a kapcsolatot a bécsi elvtársakkal, de a határokat Dezső kegyelmes úr utasítására hermetikusan lezárják. Sipos úrnak ekkoriban nincs kapcsolata az ellenállással, hanem Rhédey báró, az elhárítás főnökének zsokéja, és annak Sátán nevű, vadul viselkedő lovát kizárólag ő képes meglovagolni a közelgő bécsi lóversenyen. Rábeszélik, hogy csempéssze át Ausztriába a megmaradt kommunista hálózat kapcsolati rendszerét mutató levelet, amit eleinte nem akar megtenni, majd a ló nyergének belsejébe varrja. Másnap indulna Bécsbe, amikor óvatlanul sörözni megy és ott letartóztatják egy szökésben lévő kommunista szimpatizánssal együtt. Amikor a vasúti kocsiban szállított ló (és a nyereg) megérkezik Bécsbe, több ember sem képes kivezetni a megvadult lovat a vagonból. Az akkoriban Ausztriában élő Bors viszont éppen Sipos úrtól tanulta el a kezelhetetlen lovak megfékezésének titkos módszerét, a muzikalitás használatát. Sátánt is lenyugtatja, bevezeti az istállóba, majd eltűnik, hiszen tudja, hogy Rhédey báró felismerné (akivel 1919-ben találkozott). Miután Rhédey báró kerestetni kezdi a csodalovast és az újságban 1000 schilling jutalmat is felajánl, jön az ötlet: ha Bors elvállalja, hogy meglovagolja Sátánt, hozzájuthatnának az üzenethez, ami Bors szerint el van rejtve valahol Sipos felszerelésében. Ám Rhédey ismeri Mátét. Bors bajusszal, oldalszakállal, bebarnítva, más öltözetben – a világ legjobb spanyol zsokéjának álcázva – a „menedzsere” (Lukács Ödön) által között szerződéssel, amiben az összeget 5000 schillingre srófolják fel, lovagolhatja Sátánt. Sipos úr módszerével megszelídíti, és meg is nyeri a lóversenyt, majd annak végén az üzenetet is megtalálja, amikor az ünneplők majdnem szétszedik a ruházatát és a nyerget is. A verseny utáni fogadáson viszont találkoznia illene Rhédey báróval és unokahúgával, Zita bárónővel, aki szintén 1919-ből közelebbről ismeri (többször csókolóztak), így álruhában is felismerheti. Bors a „menedzsere” tanácsára rosszullétet szimulál, összeesik, elviteti magát a „mentővel” (amit beépített emberek vezetnek, így nem kórházba viszik), így megússza a fogadást, majd mint spanyol zsoké, a báró különvagonjában tér vissza Magyarországra. A határon a báró garanciájára tekintettel nem ellenőrzik, de egy spanyolul tudó vámtisztnek gyanús lesz, amikor megpróbálja tiszteletét kifejezni neki, és Bors csak annyit felel, hogy Caramba (ami egy spanyol káromkodás), köszönet helyett. A vámtiszt szerint a spanyol zsoké egy szót sem beszél spanyolul. Mire jelenti a határállomáson a gyanúját, a vonat már továbbindult. A gyanúsan nem beszélő zsoké, és az újságban lévő fénykép alapján a Dezső és Oszi párosa szerint itt Borsról lehet szó, és el akarják fogatni, legkésőbb reggel 8-kor, amikor a vonat Budapestre érkezik. Bors azonban kicsit előbb leugrik róla, amikor a vonat lassít, és futva elmenekül a fák közé. |     |                    |                 |                   |
| 7. | 2.  | Magdolnabál        | Palásthy György | 1971. március 10. |
| Három hónap telt el a „spanyol zsokékirály” esete és Bors Bécsből hazatérése óta. Az elvtársai csak annyit tudnak róla, hogy hazatért, de nincs vele kapcsolatuk. Ede ötlete, hogy adjanak fel olyan apróhirdetést, amiben az infókat ő ismerheti, a rendőrség nem. A hirdetés ezt tartalmazza: „A Globusz cirkusz medveidomárt keres”, mivel ez utal az oroszországi cirkuszi fellépésre és nem közismert. Bors olvassa az apróhirdetéseket, de erre a szállásadója hívja fel a figyelmet a szokatlansága miatt, és a nagymértékű munkanélküliség miatt is. Bors jelentkezik, bár nagy a túljelentkezés. Így elvtársai közvetett úton, de fel tudják venni vele a kapcsolatot. Mintha elfogadták volna a jelentkezését, kiküldenek hozzá egy Parázs nevű lányt, aki később az összekötője lesz. Hamarosan közeledik Magdolna napja, a kormányzó hitvesének neve napja. Zita bárónő javaslatára országszerte Magdolna-bálokat tartanak. Dezső attól tart, hogy a bálokat a munkások kormányellenes konspirációkra fogják felhasználni, amiben igaza is van. Bors az egyik bálon végre találkozik rég nem látott barátaival, Borsnak új szállást és munkát szereznek. Dezső és Oszi kitalálják és megszervezik, hogy egy Mittelman nevű többszörös elítélt bűnöző néhány fontosabb bálon balhét és verekedést provokáljon, majd úgy tesz, mintha leszúrták volna. Így a rendőrség lecsaphat, hogy gyilkosság vádjával őrizetbe vehessék a kommunistákat. Be is jön a számítás. Bors éppen elmegy, mikor kitör a botrány, 27 embert letartóztatnak, köztük Dánielt is. Bors egy taxival követni kezdi a kivonult halottszállítót, de meglepetésére végül Zita bárónő házához érkezik, ahol Oszi és Dezső is az álarcosbálon vannak. Bors beoson, látja, hogy a „leszúrt” Mittelman a hátsó lakban falatozik, készül a következő botrányra. Leüti az őt őrző detektívet, majd – mint detektív – magával viszi Mittelmant, úgymond a következő bevetésre. Ott viszont beismerő nyilatkozatot írat vele a szélhámosságról, majd frakkban visszamegy mint főúr az estélyre. Álarcában nem ismerik fel. Egyből Zita bárónőt keresi meg, akiről még korábban megtudta, hogy bankár feleség létére rendszeresen Dezsővel randevúzik (Bors addigi szállásán). Felajánlja, hogy a botrány elkerülésére cseréljék be Mittelmann beismerő vallomását a 27 fogolyért. Mivel az akció a bálon történik Zita bárónő férje előtt, nem lehet Bors ellen erőszakot alkalmazni. Ha kiderül a viszony, az Zita bárónő házassága és Dezső karrierje számára is végzetes lenne. Oszi és Dezső kénytelenek beleegyezni a cserébe, de fegyverrel kényszeríteni akarják Borsot a maradásra. Ekkor azonban megérkeznek Bors barátai fegyverrel, és magukkal viszik. |     |                    |                 |                   |
| 8. | 3.  | Borban a szabadság | Fazekas Lajos   | 1971. március 17. |
| Bors néhány elvtársát az új szlovák határ közelében lévő felszíni kőbányában dolgoztatják, a magyar oldalon. Bors Máté és Dániel Ede, a „Tanár úr” megpróbálja kimenekíteni őket. Önmagukat nemesuraknak álcázva beférkőznek a kőbányát birtokló öreg báró bizalmába, néhány éjszakát a birtokán töltenek. Észreveszik, hogy a borszerető öregúr éjjel titkos utakra indul, egy kis hordóval a hátán. Bors utána megy, és kiderül, hogy az öreg a határ két felére került birtoka között egy föld alatti borospince húzódik, egy hosszú barlang, melynek egy ága a kőbánya felé is elágazik. Az öreg báró a határ túloldalán maradt pincéjéből így lopja vissza a saját borát. Értelemszerűen jön a megoldás, hogy a foglyokat a bányából a borospincén keresztül Szlovákiába szöktessék. Dániel Ede térképet készít Bors információi alapján, hogy az elítélteknek hol kellene kirobbantaniuk egy bejáratot, amin keresztül elmenekülhetnek Szlovákia felé. A rabok könnyedén szereznek egy kevés robbanóanyagot, mivel nap mint nap azzal dolgoznak. Némi konspirációval az ételt osztó Parázs becsempészi a térképet, amiből a rabok megállapítják, hogy hol kell elhelyezni a robbanószert. A szöktetés kivitelezésében egy személy jelent akadályt (amiről nem tudnak), a faluban lakó, őket felismerő régi katonatársuk, Selmeci, aki jutalom reményében feljelenti Bors Mátét a csendőrségen. Bors fejére ugyanis 1000 pengő megtalálói díjat tűztek ki, mondván, hogy ékszertolvaj. A feljelentés után Oszi és Dezső is a birtokra érkeznek egy század csendőrrel. A báró vadászatán összefutnak a szálak, lövöldözés is kitör, de Borsék szerencsésen Szlovákiába menekülnek, előbb egy mentőautóval, majd a borospince barlangjáratán keresztül. |     |                    |                 |                   |
| 9. | 4.  | Az attasé          | Simó Sándor     | 1971. március 24. |
| Az Anschluss előtt néhány hónappal járunk az időben. Bors és a Tanár úr Németországban tevékenykednek. Próbálnának üldözött embereket kimenekíteni a Birodalomból, de a határok szigorú ellenőrzés alatt állnak. A nácik viszont szimpatizánsok százait küldik át Ausztriába, a készülő Anschluss, a két ország erőszakos egyesítésének titkos népszerűsítésére. Bors egy szanatóriumban haldokló német tiszt, egy katonai attasé papírjait és egyenruháját magához veszi, majd a város rendőrfőnökénél feljelentést tesz munkája akadályozása miatt, ami a szimpatizáns csoportok Ausztriába juttatása, így a rendőrfőnök kénytelen segíteni neki a csoport kijuttatásának megszervezésben (azonban a személyek többsége kommunista szimpatizáns). Sipos úr a németek által már begyűjtött üldözöttekről egy trükkös módszerrel, távolról, egy szemben lévő épület ablakából fotókat készít, amit a hamis igazolványokban használnak fel. Megszöktetik, majd az utolsó percekben elkészülő hamis papírokkal vonattal Ausztriába küldik őket, mint a hivatalból Ausztriába küldendő náci szimpatizáns csoport tagjait. Noha az utolsó pillanatban lebuknak, mert egy újságíró felismeri, hogy az újságban közölt „német attasé” (Bors Máté képe) nem azonos egy másik újságban látható német attasé fényképével. Sipos lövésekkel megrongálja a vasúti telefonvonalat, így mire a rendőrfőnök az osztagával odaér, a vonat már áthaladt a határon. Az epizódban Oszi és Dezső nem szerepel. |     |                    |                 |                   |
| 10. | 5.  | A papagáj-akció    | Sándor Pál      | 1971. március 31. |
| Oszi és Dezső Hanák verőember hatékony közreműködésével kihúzza egy vallatottból, hogy Bors és társai a bécsi Knock Out bárban szoktak összejönni. Elhatározzák, hogy Borsot bármi áron, de hazahozzák. Ehhez a bárban dolgozó illuzionista magyar testvérét akarják felhasználni, aki szintén bűvész. Kiutaznak Bécsbe, az ottani testvért kiiktatják, majd a tulajdonost rákényszerítik, hogy a Magyarországról jött testvér lépjen fel aznap este, mint vendégművész. A terv, hogy Borsot elrabolják, majd a bűvész varázsládájában juttatják haza. Az akció sikerül is, Borsot elrabolják, de lövöldözés tör ki, a bűvész meghal, ezért a bécsi rendőrség üldözőbe veszi a magyar határ felé tartó teherautót. A korábban rá fellopódzott Tanár úr kiszabadítja a ládából Borsot, leütik Osziékat, majd azok papírjaival indulnak haza. Azonban a bécsi rendőrség körözést adott ki Oszi és Dezső ellen a gyilkosság miatt, Budapestet is értesítették az incidensről. A határállomáson az Oszi és Dezső néven bemutatkozó Borsékat letartóztatják. Ott igaz magyar tisztekhez méltóan a megalázó letartóztatás helyett inkább az öngyilkosságot választják, amibe a határőrség parancsnoka bele is megy. Visszavonulnak egy szobába, hallható is két lövés, ám a holttestekért menő parancsnokot megkötözik, tiszti egyenruhában megszöknek, aztán eltűnnek az éjszakában. |     |                    |                 |                   |

### 3. évad (1972)
| Sor. | Év. | Cím                 | Rendező         | Premier           |
| --- | --- | ------------------- | --------------- | ----------------- |
| 11. | 1.  | Camarada Matteo     | Markos Miklós   | 1972. március 1.  |
| Máté, a Tanár úr, valamint még néhány társuk a spanyol polgárháborúban harcolnak, a köztársaságiak oldalán. A falangisták túszul ejtik egy kis falu lakosságának egy részét, a falu birkáit és néhány juhászt elvisznek a hegyek közötti kis repülőtérre. Senki nem érti ennek okát, ám kiderül, a birkákkal akarják a kifutópálya füvét simára legeltetni, hogy a Kondor Légió gépei azt könnyen használhassák. Közlik a falusiakkal, ha bármi probléma adódik, a túszokat kivégzik. Máté juhásznak mondva magát szintén a repülőtérre kerül. Az a feladata, hogy az ott álló gépeket felrobbantsa, ebben sem a falangisták, sem a Mátét kereső, önmagukat magyar kommunistának mondó Oszi és Dezső sem akadályozhatják meg. |     |                     |                 |                   |
| 12. | 2.  | Máté evangéliuma    | Markos Miklós   | 1972. március 7.  |
| 1938-ban járunk. Bors Máté és Dániel Ede a spanyol polgárháború vége felé hazatérne Magyarországra. Mivel a határon azonnal letartóztatnák őket, álnéven teszik meg az utat mint a 34. Eucharisztikus világkongresszusra érkező francia delegáció szerzetes tagjai. Óvatosnak kell lenniük, mert mindenütt besúgók és rendőrspiclik vannak. Máté próbálja megkeresni Parázst, évek óta nem látott szerelmét, de a munkahelyén, a varrodában már nem dolgozik. A jósnőként tevékenykedő Piri néni elmondja, hogy Parázs lebukott egy röpcédulákat terjesztő fiú miatt, és most a márianosztrai börtönben van. Elmondása szerint Magyarországon a helyzet folyamatosan romlik. Röplapokat kéne nyomtatni, de szinte lehetetlen, annyi a besúgó mindenhol. Máté mint francia szerzetes Dániellel elmegy Márianosztrára. Noha nem tud szerelmével találkozni, egy rejtett, de egyértelmű üzenetet küld neki. A választ (szeretlek) Máté egy frissen nyomtatott szentképen kapja. Azonnal beindul a fantáziája, ha a börtönben nyomda van, azon fogják kinyomtatni a röplapokat, amit majd átadnak a munkások számára. Mint francia szerzetesek visszautaznak Budapestre, ahol találkoznak Egerszegi méltóságos úrral, az elhárítás új vezetőjével. Azt mondják, a kongresszus tiszteletére szentképeket szeretnének osztogatni a lázongó, de alapvetően istenfélő magyar munkásoknak. Egerszegi jó ötletnek találja, engedélyezi, hogy ingyen nyomtassanak 10.000 szentképet a két francia szerzetes számára. Egy kis konspirációval és Máté benti szerelmével elintézik, hogy a szokásos szövegeken kívül titokban a fasizmus veszélyére felhívó szöveg is rájuk kerüljön. A szentképek osztogatása a rájuk került külön szövegnek köszönhetően nagy siker, ám egy példány Oszi és Dezső kezébe jut. Gyorsan kiderítik, hogy hol készültek. Máté a többiekkel visszautazik Márianosztrára, mert egy sürgős pótrendelést adott fel 3000 darabra, ami aznapra készül el. A nővérek egyetlen kérése cserébe: nála szeretnének gyónni. A gyónás alatt Dániel, valamint az apácaruhát Parázsnak átadó Piri néni segítségével megszöktetik Parázst. Percekkel később Oszi és Dezső odaérkeznek két teherautónyi csendőrrel. Hogy lerázzák őket, egy kanyarban a Dunába engedik saját kocsijukat. A nyomukban lévő Osziék azt hiszik, hogy a vízbe fulladtak és elmennek. Mátééknak megint sikerült túljárniuk az eszükön. |     |                     |                 |                   |
| 13. | 3.  | Ujjé, a Ligetbenx   | Palásthy György | 1972. március 15. |
| 1941. június vége, egy nappal Kassa bombázása után. Három év telt el a márianosztrai ügy óta. Oszi és Dezső a kudarc miatt nyugalomba kényszerültek, Borsról azóta nem tudni. A kassai repülőtér parancsnoka észlelte, hogy a hírekkel ellentétben nem orosz, hanem német repülőgépek támadták a várost. Felküldi Budapestre szárnysegédjét, hogy tegyen erről jelentést a miniszterelnöknek. Sofőrje egy katona, Bors Máté egyik elvtársa. Míg a tiszt a hivatalban van, hazaengedi pár órára a katonát. Ő előbb hazamegy Újpestre, de onnan azonnal továbbmegy, hogy elmondhassa a hírt elvtársainak. Először Piri nénit keresi fel, aki ekkor a Városliget egyik illemhelyén dolgozik. Segítségével megtalálják Bors Mátét, aki csónakkölcsönzéssel foglalkozik a Római-parton, majd Dániel Edét, aki az Angol Park zenestúdiójában dolgozik, ahol zenét szolgáltat, reklámokat mond be. Hárman megbeszélik, hogy minél több embert kell tájékoztatni erről a hazugságról, mielőtt még kitör a háború. Máté ötlete, hogy mondják be a Park hangosbemondóján, ott elég sok emberhez lehet így eljuttatni az üzenetet. Ehhez azonban el kell távolítani a parkban lévő rendőröket. Az egyik mutatványos 50 pengőért vállalja, hogy el fog szabadulni Tagranoff, a dzsungelból elhozott szőrös, beszélni sem tudó majomember, ami majd kellően nagy felfordulást fog okozni a nézők körében, ami olyan botrány lesz, hogy minden rendőr utána fog menni. Ezalatt a hivatalban sem tétlenkednek. Mivel előre megrendezett akció volt a támadás, azonnal riadóztatják Oszit és Dezsőt, hogy nyomozzák ki, kinek mondhatta el a hazaküldött katona a német bombázás hírét. Elfogják Piri nénivel együtt, alaposan megverik őket, de ők nem vallanak. Végül mindkettőt elengedik (hogy másokhoz elvezessék őket). Piri néni persze tisztában van ezzel, eltereli az őt követő nyomozót. A sofőr több óra késéssel, szakadtan, véresen megy feletteséért. A becsületes szárnysegéd megdöbbenve hallja az igazságot, miszerint a felső vezetés már előre tudott a provokatív bombázásról. A szálak a Angol Parkban futnak össze. Noha Oszi és Dezső mindent bevet, Tagranoff elszabadulása olyan zűrzavart okoz, hogy az összes rendőr őt üldözi, Bors és társai meg a több ezer látogató előtt a hangosbemondón elmondják az igazságot a kassai bombázásról és a fenyegető háborúról. A parkban erre kisebb béketüntetés kezdődik. A rendőrök visszarohannak, de Bors és társai a hátsó falon átmászva, egy vasúti hajtányon elmenekülnek. A liget kiürül, az egy fa tetején kuporgó szőrös, félpucér, beszélni sem tudó Tagranoffal sem törődik már senki. Odajön a mutatványos, majd felszól neki: „Kovács úr, lejöhet, mára végeztünk.” Oszi és Dezső ismét hoppon maradtak. |     |                     |                 |                   |
| 14. | 4.  | A különleges osztag | Palásthy György | 1972. március 22. |
| Bors és társai már a szovjet hadsereg magyar alakulataként harcolnak. Különleges feladatot kapnak, derítsenek fel a Zemplénben működő titkos katonai gyártelepet, ahol fegyverek fejlesztése zajlik. Ejtőernyővel, éjszaka dobják le őket, ám a gépet radaron észreveszik, őket másnap reggel keresni kezdik. Az erdőben összeakadnak az őket kereső csapattal, ám ahelyett, hogy elrejtőznének, bombát kereső különleges osztagnak mutatják magukat. A másik osztaggal egy haditudósító is van, aki készít a két csapat találkozásáról egy fotót a másnapi újságba. Oszi és Dezső, miután meglátja az újságban a rég keresett Borsot, nagy erőkkel a helyszínre sietnek. Egy német delegáció egy elkészült fegyverszállítmány (mint kiderül, újfajta aknavetőkről van szó) elszállítására éppen a telepre érkezik. Bors az ejtőernyősökre vadászó különleges osztag nyomozójaként, a tanár úr, tőlük elszakadva és függetlenül a németek tolmácsaként bejut a táborba. Másnap már Osziék a nyomukban vannak, de az éppen esedékes hadi-szállítmány magyar kísérőiként percekkel az érkezésük előtt, német kísérettel kereket oldanak. |     |                     |                 |                   |
| 15. | 5.  | A győztesek         | Palásthy György | 1972. március 29. |
| Bors és társai már a szovjet hadsereg katonáiként harcolnak. A front elérte a magyar határt. Az első elfoglalt városkában Lukács Ödön nemzeti színű zászlót tűzne a helyi Kossuth szoborra, mikor egy orvlövésztől golyót kap és meghal. Mikor a várost visszafoglalják a németek, velük érkezik vissza Oszi és Dezső is, akik elhatározzák, hogy kíméletlenül leszámolnak a partizánokkal, ellenállókkal, zsidókkal. Máté és társai német egyenruhában, egy zsákmányul ejtett német tábori mozi teherautóval ottmaradnak, hogy adatokat gyűjtsenek, melyeket egy Vera nevű orosz lány továbbítana rádión. Osziék azonban az egyiküket felismerik, vödörrel a kezében. Lassan, de rájönnek, hogy a vödör a mozielőadás plakátjainak kiragasztásához kell, tehát Borsékat a tábori mozi körül kell keresni. A német tábori mozisoknak álcázott Mátéék megtartják az esti mozielőadást. Ahogy fogynak a filmtekercsek, egyenként eltűnnek a moziból, azonban Osziék a nyomukban vannak. Egy romos tanyánál, évtizedek után először szemtől szemben állnak a felek. A kialakuló tűzharcban Máté és Dániel kivételével mindkét oldalon mindenki elesik. A két túlélő a harc végén megemlékezik évtizedek alatt elesett elvtársaikról. A sorozatnak ez volt az egyetlen drámai, minden humort mellőző epizódja. |     |                     |                 |                   |

## Érdekességek
- Mivel a sorozatot kizárólag televíziós forgalmazásra készítették, viszonylag kevés figyelmet fordítottak az apró részletekre, ezek a korabeli fekete-fehér készülékeken, egyszeri látásra nem voltak feltűnőek (pl. több helyen tetőantennák, a vasúti jeleneteknél akkor még szintén nem létező felsővezeték és fényjelzők is láthatók).
- A szereplők a cselekmény szerinti 26 év alatt semmit nem változtak. Ennek praktikus és költségvetési okai voltak, de az akkori vélekedés szerint az volt az ideológiai magyarázata, hogy az „osztályharc örök”. Ennek ellentmond, hogy Oszi és Dezső sem változtak az évtizedek alatt.
- A sorozat az eredeti tervek szerint véresen komoly lett volna, Koncz Gábor és Bujtor István javaslatára vették könnyedebbre és humorosra.
- A sorozat első évada eredetileg 6 részes lett volna, a 6. rész végén Dezső és Oszi meghaltak volna, Bujtor és Koncz azonban a halál helyett azt játszották, hogy semmi komolyabb bajuk nem történt. Ezt azért csinálták, mert Koncz Gábor azt hallotta, hogy folytatni akarják a sorozatot, és ezzel akarták jelezni, hogy a folytatásban is szerepelni akarnak. Végül a készítők elfogadták Bujtor és Koncz ,,tiltakozását", éppen ezért ez az epizód nem került bemutatásra.
- A 8. részben a történet egyik helyszíne egy Felsőregmec nevű fiktív település, ami Vác környékén, közvetlenül a határ túloldalán Csehszlovákiában található, azonban a valóságban tényleg létezik közvetlenül a szlovák határ mellett egy Felsőregmec nevű település, de ez még Magyarország területén található, Sátoraljaújhely környékén. A filmben "Regmec" Regéc községnek a filmesek által eltorzított neve.
- Dezső és Oszi karakterét a 9. részből kihagyták, ezért az epizód rendezője 250 tiltakozó levelet kapott a következő éjszakán arról, hogy ne hagyják ki őket a következő részekből. A 250 levélből 125-öt Bujtor, a „maradék” 125-öt Koncz adta fel.
- Madaras József egy Jancsó Miklós filmben lévő szerepe miatt hagyta ott a sorozatot. A rendezőnek könyörgött, hogy engedje el, végül Koncz Gábor mondta a rendezőnek, hogy engedje el, a forgatókönyvet pedig írják át arra, hogy a Koncz által alakított Oszi lelövi őt. A 11. részben ez meg is történt.[1]
- A forgatás 3,5 évig tartott, mire 1969-ben bemutatták, a szereplők nem egyszer kaszárnyákban laktak és tényleges katonai kiképzésen vettek részt.